# Betty Williams
Betty Williams (Belfast, Irlanda del Norte; 22 de mayo de 1943-17 de marzo de 2020) fue una pacifista británica premiada con el Premio Nobel de la Paz en 1976, junto con Mairead Maguire, por su liderazgo pacífico en el problema de Irlanda del Norte.

## Juventud
Nació en el seno de una familia con gran mezcla religiosa por el hecho de que su abuelo materno era judío, su abuela materna católica, y tanto sus abuelos paternos como su padre protestantes. Su abuelo materno pronto le enseñó un gran respeto por las religiones, explicándole como él había perdido gran parte de su familia durante el Holocausto. Fue bautizada dentro del catolicismo.
Con la incapacidad de su madre por un accidente cerebrovascular, Williams tomó las riendas familiares y tuvo que educar a su hermana. Después de realizar estudios primarios en un colegio católico trabajó en una oficina de recepcionista y en 1961 se casó con el protestante Ralph J. Williams.
Fue miembro del Ejército Republicano Irlandés (IRA) en 1972. En 1973 tras presenciar la muerte de un soldado británico, decidió arrodillarse y rezar por él delante del resto de vecinos católicos, abandonando el movimiento guerrillero y apostando por la vía pacífica. Ella falleció el 17 de marzo.

## Vía pacífica
Un día luchando por la paz se saltó las normas de policía; conducido por el fugitivo del IRA Danny Lennon, éste fue posteriormente abatido por las autoridades británicas. Williams que fue testigo de los hechos, inició un movimiento en el que se pidió una solución pacífica del conflicto armado irlandés, se recogieron en dos días 6000 firmas. Junto a Mairead Corrigan, tía de los niños muertos en el accidente del 10 de agosto, fundó el movimiento Mujeres por la Paz; posteriormente junto con Ciaran McKeown refundaron el Movimiento por la Paz de Irlanda del Norte.
Al sepelio de los niños asistieron más de 10 000 personas, tanto católicos como protestantes. El acto fue interrumpido por el IRA, que acusó a los asistentes de ser partidarios del ejército británico. Corrigan y Williams posteriormente consiguieron congregar a más de 35 000 personas en una marcha pacífica para pedir de nuevo una solución pacífica al conflicto.
Junto con Ciaran McKeown firmó una declaración de Paz, base principal de la organización Gente por la Paz:

- Tenemos un mensaje simple al mundo de este movimiento por la paz.
- Deseamos vivir, querer y construir a una sociedad justa y pacífica.
- Deseamos para nuestros niños, como deseamos para nosotros mismos, nuestras vidas en casa, en el trabajo, y en el juego ser vidas de alegría y de paz.
- Reconocemos esto para construir una sociedad que pide dedicación, trabajo duro, y valor.
- Reconocemos que hay muchos problemas en nuestra sociedad que son una fuente del conflicto y violencia.
- Reconocemos que cada bala encendida y cada bomba que estalla hacen este trabajo más difícil.
- Rechazamos el uso de la bomba y la bala y todas las técnicas de la violencia.
- Nos dedicamos al trabajo con nuestros vecinos, cerca y lejos, para edificar una sociedad pacífica en que las tragedias que hemos conocido son una mala memoria y una cura de continuación.

## Premio Nobel de la Paz
En 1976 Betty Williams y Mairead Corrigan obtuvieron el Premio Nobel de la Paz por sus luchas pacíficas en el proceso de Irlanda del Norte mediante la fundación del Movimiento para la Paz de Irlanda del Norte.
Betty Williams en el momento de recibir el Premio Nobel continuaba trabajando como recepcionista en Belfast, trabajo que abandonó al divorciarse en 1982 para trasladarse a los Estados Unidos. Trabajó como profesora.